# Stefan Mucha
Stefan Mucha (ur. 20 lipca 1920, zm. 20 maja 2004 w Lincoln) – starszy sierżant radiooperator Polskich Sił Powietrznych w Wielkiej Brytanii.

## Życiorys
Syn Władysława i Wiktorii z domu Zając. Ukończył szkołę  powszechną w Łasku, następnie od 1934 r. kształcił się w Szkole Rzemieślniczo-Przemysłowej. W 1937 r. wstąpił do Szkoły Podoficerów Lotnictwa dla Małoletnich w Bydgoszczy.
Po wybuchu wojny został ewakuowany z innymi uczniami szkoły najpierw do Łucka a później na teren Rumunii. Stąd przedostał się do Francji, został przydzielony do polskiego Centrum Wyszkolenia Lotnictwa w Lyon-Bron, gdzie rozpoczął szkolenie na radiotelegrafistę.
Po upadku Francji został ewakuowany do Wielkiej Brytanii i w Blackpool przeszedł przeszkolenie przygotowujące go do służby w RAF. Otrzymał numer służbowy 792823. Pogłębiony kurs radiotelegrafistów odbył w bazie RAF w Yatesbury. 8 kwietnia 1941 r. trafił do 18 Operational Training School (OTU) w Bramcote na kurs zgrywania załóg. Po jego ukończeniu otrzymał przydział do Dywizjonu 301, stacjonującego na lotnisku Swinderby i rozpoczął loty na bombowcach Vickers Wellington. 16 sierpnia 1941 r. poleciał na swój pierwszy lot bojowy, którego celem było bombardowanie doków w Rotterdamie. Do końca 1941 r. brał udział w bombardowaniu celów w Dunkierce, Boulogne, Breście, Kilonii, Berlinie, Hamburgu, Kolonii i Düsseldorf. W jednym z lotów wykazał się szczególną odwagą za co został odznaczony Krzyżem Srebrnym Virtuti Militari.
W 1942 r. brał udział w nalotach na okręty Kriegsmarine "Scharnhorst" i "Gneisenau" w dokach Brestu. 12 lutego 1942 r., w nalotach dziennych, atakował "Prinz Eugen", "Scharnhorst" i "Gneisenau", które przepływały przez kanał La Manche. W późniejszym okresie uczestniczył w nalotach na Wilhelmshaven, Kilonię, Essen oraz Hamburg.
10 kwietnia 1942 r. załoga w składzie: ppor. Jerzy Wasilewski (I pilot), por. Edward Burszewski (II pilot), mjr Kazimierz Przykorski (nawigator), st. sierż. Leon Błach (strzelec), sierż. Marian Zawodny (strzelec) i Stefan Mucha na samolocie Wellington GR-L nr Z-1333 wystartowała do nalotu na Essen. Samolot został zestrzelony, ppor. Jerzy Wasilewski i reszta załogi uratowała się na spadochronach. Marian Zawodny uniknął niewoli, pozostali zostali schwytani.
Przebywał w obozach jenieckich: Dulag Luft, Stalag Luft III, Stalag Luft VII oraz Stalag Luft IV. Z tego ostatniego został ewakuowany 6 lutego 1945 r. Został wyzwolony przez armię brytyjską 2 maja 1945 r., do Anglii dotarł 8 maja.
Po demobilizacji Polskiego Korpusu Przysposobienia i Rozmieszczenia a następnie do RAF i służył w Wielkiej Brytanii i na Cyprze. 14 kwietnia 1950 przyjął brytyjskie obywatelstwo. Przeszedł na emeryturę w 1968, ale do 1983 pracował w policji.
Zmarł 20 maja 2004 r. w Lincoln, został pochowany na cmentarzu w Newark-on-Trent.

## Ordery i odznaczenia
- Krzyż Srebrny Virtuti Militari nr 9508
- Krzyż Walecznych – trzykrotnie
- Medal Lotniczy[3]
- Odznaka za Rany i Kontuzje
- Polowy Znak Strzelca Radiotelegrafisty (nr 126)
- Army Long Service and Good Conduct Medal (Wielka Brytania)